# Коройнен
Ко́ройнен (фин. Koroinen, швед. Korois) — один из районов города Турку, входящий в округ Нумми-Халинен.

## Географическое положение
Район расположен к северу от центральной части города Турку, на берегу реки Ауры.

## История
Коройнен является одним из древнейших районов города Турку. До 1300 года именно здесь проживал католический епископ Турку (позднее его резиденция была перенесена южнее — на место современного кафедрального собора).
Церковь в Коройнене была разрушена в 1396 году виталийскими братьями и на её месте в настоящее время установлен мемориальный крест.

## Население
Район относится к числу малонаселённых (в 2007 году в районе проживало лишь 20 человек). В 2004 году численность население района составляла 26 человек.